# Nigel Warburton
Nigel Warburton   (Anglaterra, 1962) és un filòsof anglès dedicat a l'ensenyament i la pràctica de la filosofia. Tot i haver publicat diversos títols de caràcter acadèmic, és conegut, sobretot, per la seva activitat divulgativa i per ser, juntament amb Dave Edmonds, el responsable del podcast Philosophy Bites.

## Formació
Nigel Warburton és llicenciat per la Universitat de Bristol i doctorat pel Darwin College, de Cambridge. Ha estat professor de filosofia a la Universitat de Nottingham i a la Open University.

## Activitat
Warburton és autor de vàries obres d’introducció a la filosofia, de caràcter divulgatiu, entre les quals destaquen Filosofía básica, Pensar de la A a la Z o Una petita història de la filosofia.
Addicionalment, ha desenvolupat una intensa activitat a Internet, mitjà del qual s’ha servit per assolir un dels seus propòsits: allunyar la filosofia del món acadèmic i apropar-la al públic general, no especialitzat: "If you really want to change the world you're not going to change it by speaking to a few other philosophers."
D’entre les seves activitats en aquest entorn cal destacar el blog Virtual Philosopher, que va estar actiu des de l’any 2006 fins al 2018 i, sobretot, el podcast Philosophy Bites, del qual n’és el conductor juntament amb Dave Edmunds. Aquest programa, basat en entrevistes a pensadors destacats que reflexionen sobre temes d’actualitat o d’història de la filosofia, figura entre els més escoltats del seu gènere i l'any 2017 ja comptava amb més de 34 milions de descàrregues.
En l’actualitat, és professor autònom, imparteix cursos sobre filosofia de l’art a la Tate Modern, alhora que presenta programes culturals per a la BBC Radio 4. També col·labora amb a mitjans com The Guardian o la publicació digital AEON.

## Obres Principals
- Philosophy: The Basics (4th ed.) ISBN 978-0-415-32773-2 (Filosofía básica, trad. Pepa Linares, Ediciones Cátedra, 2005)
- Philosophy: The Classics (4th ed.) ISBN 978-0-415-53466-6
- Thinking from A to Z (3rd ed.) ISBN 978-0-415-43371-6 (Pensar de la A a la Z, trad. Gabriela Ubaldini, Gedisa, 2013)
- The Art Question ISBN 978-0415174909
- Ernö Goldfinger: The Life of An Architect ISBN 978-0-41525853-1
- Free Speech: A Very Short Introduction ISBN 978-0-19-923235-2
- Freedom ISBN 978-0-41-521246-5

- Philosophy Bites (co-edited with David Edmonds) ISBN 978-0-19-957632-6
- Philosophy Bites Back (co-edited with David Edmonds) ISBN 978-0-19-969300-9
- A Little History of Philosophy ISBN 978-0-300-15208-1 (Una petita història de la filosofia, trad. Begoña Prat Rojo, Galaxia Gutenberg, 2016) (Una pequeña historia de la filosofía, trad. Aleix Montoto, Galaxia Gutenberg, 2013)
- Hope: A New Beginning (An A.Gąsiewski Biography) ISBN 978-0-19-420696-9